# 馬淵寅雄
馬淵 寅雄（まぶち とらお、1902年8月18日 - 1977年11月14日）は、日本の経営者。岐阜県出身。

## 経歴
1926年に攻玉社高等工学校土木科を卒業し、同年に東京横浜電鉄(のちの東京急行電鉄)に入社。1948年6月に取締役に就任し、1955年11月に常務、1958年5月に東急不動産常務、1964年11月に専務、1966年5月に東急電鉄専務、1968年6月に東急建設副社長を経て、1972年7月から1973年5月までに社長を務めた。
1965年11月に藍綬褒章を受章し、1973年4月に勲三等瑞宝章を受章。
1977年11月14日心不全のために死去。75歳没。